# El Piñón
El Piñón – miasto w Kolumbii, w departamencie Magdalena.